# Panglong-Konferenz

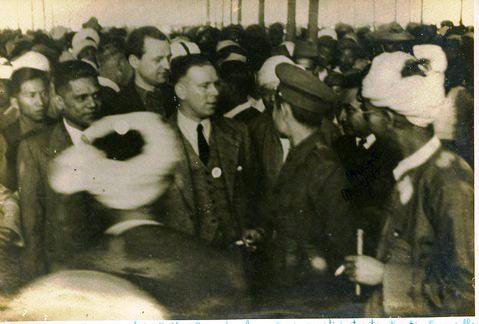
Teilnehmer der Panglang Konferenz

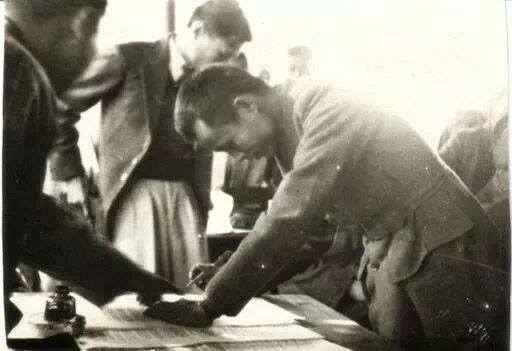
General Aung San, der Interim-Premierminister von Burma, bei der Unterzeichnung der Vereinbarung

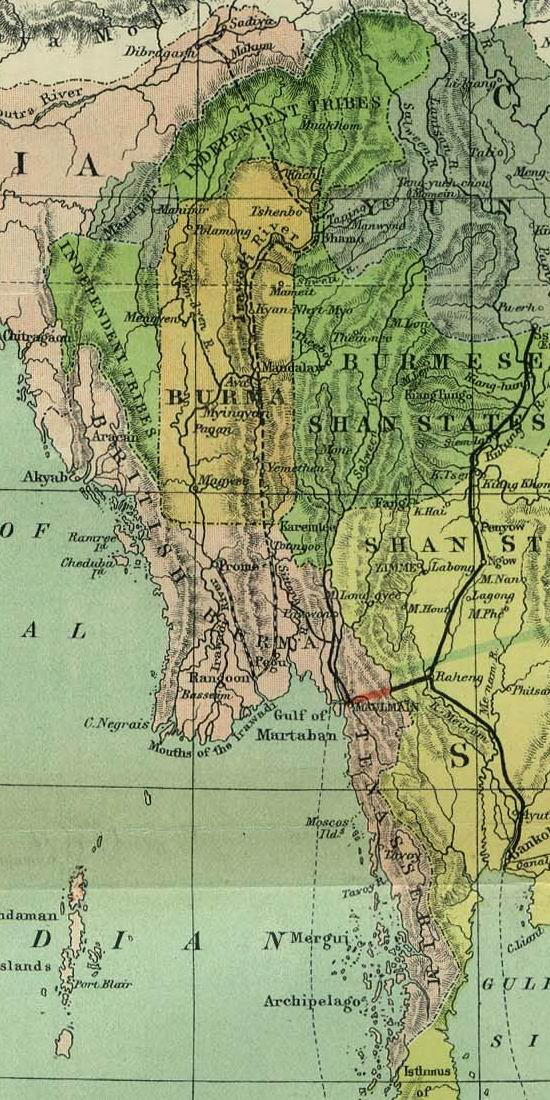
Karte aus dem 19. Jahrhundert. Das Lower Burma war durch Großbritannien besetzt. Die Shan, Chin und Kachin werden als Unabhängige Völker bezeichnet und deren Gebiete daher grün. Die Gebiete der Arakanesen, Mon und Karen waren im 18. Jahrhundert von Burma erobert worden, fielen aber nach zwei Kriegen im 19. Jahrhundert an Großbritannien. Der Karenni Fürstentümer sind in der Karte auch grün.

Die Panglong-Konferenz (birmanisch ပင်လုံညီလာခံ) war eine Konferenz in der Stadt Panglong, welche im Februar 1947 durchgeführt wurde. Die Konferenz wurde von Vertretern der Kolonialregierung organisiert und von Vertretern der Chin, Kachin und Shan Minderheiten besucht. Auf der Konferenz wurde die Panglong-Vereinbarung unterschrieben. Das Ende der Konferenz am 12. Februar ist Grundlage für den Union Tag von Myanmar. Am 31. August 2016 fand eine Nachfolgekonferenz statt welche Union Peace Conference – 21st Century Panglong genannt wurde. Die eigentliche Konferenz im Jahre 1947 wurde durch eine Konferenz in Panglong im März 1946 vorbereitet.
Die Konferenz wurde von Aung San dem Vater von Aung San Suu Kyi eröffnet und geleitet. Aung San war Präsident der Übergangsregierung der Kolonie Burma in die Unabhängigkeit gewesen. Bei der Konferenz ging es um die Frage, ob die eigentlich von Burma unabhängigen Chin, Kachin und Shan mit den Burmesen einen gemeinsamen Staat errichten sollten. Die Gebiete der Chin, Kachin und Shan waren nie Bestandteil des Königreiches Burma gewesen aber Bestandteil der Kolonie Burma. Sie wurden aber nicht direkt von der Kolonialverwaltung regiert, sondern hatten sei 1896 den Status Independent Tribes. Die Vertreter der Minderheiten unterzeichneten eine Vereinbarung dem von Großbritannien unabhängigen Staat beizutreten unter der Bedingung ihn auch wieder verlassen zu können.
Auch die bei der Konferenz nicht vertretenden Arakanesen, Karen und Mon berufen sich auf die Panglong-Konferenz obwohl deren Gebiete, im Gegensatz zu denen der Chin, Kachin und Shan sehr wohl Teil des Königreiches Burmas vor der Besetzung zwischen 1823 und 1885 durch die Briten gewesen waren. Bei den Karenni ist die Sache unklar. Die Gebiete der Karenni (Rote Karen) waren nie Bestandteil des Königreichs Burma gewesen, waren aber auch nie Teil der Kolonie Burma. Die drei Karenni Fürsten entrichteten lediglich einen Tribut an die britische Kolonialverwaltung, ansonsten war das Gebiet an der Grenze zu Thailand vollständig unabhängig. Die Zentralregierung von Burma besetzte den Karenni Staat nach der Unabhängigkeit 1948 völkerrechtswidrig. Die Zentralregierung behauptete, dass Vertreter der Karenni sehr wohl an der Konferenz teilgenommen hätten. Unterschrieben haben sie aber auf keinen Fall. Auch eine Teilnahme von Karenni Vertretern ist nicht belegt. Die Mon und Karen berufen sich auf Aung San. Dieser hätte den Vertrag im Namen der Regierung unterschrieben. Und in dieser Regierung waren auch Mon und Karen vertreten gewesen. In der Vorbereitungskonferenz 1946 wurde festgelegt, dass neben den Chin, Kachin und Shan auch die Arakanesen, Mon, und Karen dass Recht auf einen eigenen Staat zugestanden wurde. In der Vereinbarung findet sich aber nichts darüber. Aung San als einziger Unterzeichner für die Regierung hätte sich an die Beschlüsse von 1946 halten müssen, also auf die Beschlüsse der Vorbereitungskonferenz.
Tatsache ist das die Chin, Kachin und Shan das Recht gehabt hätten ihre eigenen Staaten auf Grundlage der Atlantik-Charta zu gründen. So ist es ja auch mit den Französischen Kolonien in Südostasien geschehen. Aus der Kolonie entstanden die Länder Laos, Kambodscha und Vietnam. Ohne die Konferenz von Panglang wäre die Kolonie Burma in 4 Teilen in die Unabhängigkeit entlassen worden. Der Karenni Staat war ja offiziell unabhängig. Ob man den Mon, Karen und Arakanesen auch dieses Recht zugestanden hätte ist zweifelhaft. Besonders die Karen bestehen darauf, dass ihnen in der Vorbereitungskonferenz von 1946 ein eigener unabhängiger Staat zugestanden worden sei. Die Führung der Karen hätte eine Teilnahme an der Konferenz für unnötig betrachtet, da sie von Aung San vertreten worden seien. Die Karen Vertreter hätten im Februar 1947 von der Panglong-Konferenz unabhängige Gespräche mit der Britischen Regierung geführt. Unmittelbar nach Ende der Konferenz startenden die Karen einen Bürgerkrieg gegen den entstehenden Zentralstaat.
Die Panglong-Konferenz gilt für viele bewaffnete ethnische Organisationen als argumentative Grundlage für ihren bewaffneten Kampf gegen die Zentralregierung. In der Konferenz wurde die Autonomie und finanzielle Unabhängigkeit der Grenzgebiete festgelegt, obwohl es bei der Konferenz nur um Gebiete ging, welche nie Bestandteil des Königreiches Burma waren.